# Vändåtbäckenskogen
Vändåtbäckenskogen är ett naturreservat i Kramfors kommun i Västernorrlands län.
Området är naturskyddat sedan 2017 och är 126 hektar stort. Reservatet består av gles gammal granskog md inslag av lövträd.